# Gāv Kosheh
Gāv Kosheh (persiska: گاو كُشتِه, گاو كشه, Gāv Koshteh) är en ort i Iran.   Den ligger i provinsen Lorestan, i den centrala delen av landet, 300 km sydväst om huvudstaden Teheran. Gāv Kosheh ligger 1 583 meter över havet och antalet invånare är 403.
Terrängen runt Gāv Kosheh är varierad. Runt Gāv Kosheh är det ganska tätbefolkat, med 58 invånare per kvadratkilometer. Närmaste större samhälle är Dorūd, 11,3 km väster om Gāv Kosheh. Trakten runt Gāv Kosheh består i huvudsak av gräsmarker.